# May Sutton
May Godfray Sutton, po mężu Bundy (ur. 25 września 1886 w Plymouth, zm. 4 października 1975 w Santa Monica) – amerykańska tenisistka.
Była córką Anglika, kapitana Adolphusa Suttona, który osiadł wraz z rodziną w Pasadenie w 1892; wybudował on przy domu kort tenisowy, na którym uczyły się gry jego cztery córki (jedna z pięciu sióstr nie grała). May Sutton oraz jej siostry – Violet, Florence i Ethel – stanowiły na początku XX wieku ścisłą czołówkę amerykańskiego tenisa kobiecego. Adolphus Sutton jako protoplasta tenisowego rodu była także dziadkiem Dorothy Cheney, zwyciężczyni Australian Open, Johna Doega, zwycięzcy mistrzostw USA oraz pradziadkiem Briana Cheneya, uczestnika mistrzostw USA i Wimbledonu.
May Sutton była najbardziej znaną z sióstr; odniosła trzy zwycięstwa wielkoszlemowe w grze pojedynczej. Na mistrzostwach USA w 1904 pokonała w finale obrończynię tytułu, Bessie Moore 6:1, 6:2. Grała w trzech kolejnych finałach Wimbledonu w latach 1905–1907, za każdym razem mając za przeciwniczkę Dorotheę Douglass; wygrała w 1905 i 1907. Jej pierwsza wygrana miała wymiar historyczny – do tej pory triumfowały jedynie zawodniczki z Wysp Brytyjskich.
Odnosiła również sukcesy w grze podwójnej. Wygrała mistrzostwa USA w deblu 1904, zaliczając kolejny finał w 1925. W 1904 wystąpiła również w tym turnieju w finale miksta.
W 1912 wyszła za mąż za Toma Bundy’ego, czołowego amerykańskiego tenisistę, specjalizującego się w grze podwójnej (trzykrotny mistrz USA w parze z Maurice McLoughlinem). Z tego małżeństwa urodziła się córka Dorothy.
W 1921 Sutton Bundy podjęła udaną próbę powrotu do tenisa, osiągając w wieku 35 lat pozycję nr 4 w rankingu USA. Została również powołana do reprezentacji w Pucharze Wightman (zdobyła to trofeum w 1925) i utrzymywała się w czołówce aż do 1928 (była wówczas piąta w rankingu amerykańskim).
W 1956 została uhonorowana członkostwem w Międzynarodowej Tenisowej Galerii Sławy; prawie pół wieku później zaszczyt ten spotkał również jej córkę, Dorothy.